# Pacomi II
Pacomi II Patestos (en grec Παχώμιος Β' Πατέστος) va ser patriarca de Constantinoble els anys 1584 i 1585. Era metropolità de Filipòpolis quan va denunciar al seu antecessor, Jeremies Tranos que estava d'acord en introduir la reforma del calendari que havia establert Gregori XIII.
Havia nascut a Lesbos i era un gran erudit amb una sòlida formació. Va ser professor de matemàtiques i de filosofia del sultà Mehmet III. Quan Jeremies Tranos va ser cessat, va ser nomenat patriarca de Constantinoble. No va aconseguir de millorar la situació financera del patriarcat cosa que va provocar protestes entre el clergat i finalment va ser destituït. Va marxar exiliat a Valàquia on va morir. El va succeir, encara que breument, Teolepte II.